# Kỳ Bá
Kỳ Bá là một phường thuộc thành phố Thái Bình, tỉnh Thái Bình, Việt Nam.

## Địa lý
Phường Kỳ Bá nằm ở trung tâm thành phố Thái Bình, có vị trí địa lý:
- Phía đông giáp phường Hoàng Diệu (với ranh giới là sông Trà Lý) và phường Trần Lãm
- Phía tây giáp phường Quang Trung
- Phía nam giáp phường Trần Lãm và xã Vũ Chính
- Phía bắc giáp phường Lê Hồng Phong và phường Đề Thám.

Phường có diện tích 1,69 km², dân số năm 1999 là 15.022 người, mật độ dân số đạt 8.889 người/km².

## Lịch sử
Phường Kỳ Bá được thành lập vào ngày 31 tháng 1 năm 1981 theo Nghị định số 3-CP của Hội đồng Chính phủ trên cơ sở tiểu khu Kỳ Bá thuộc thị xã Thái Bình. Địa bàn phường tương ứng với các làng Kỳ Bố (Bo), Đồng Lôi (Bằng Lôi), An Tập thuộc tổng Lạc Đạo, huyện Vũ Tiên trước kia.
Phường Kỳ Bá có di tích được cấp bằng công nhận di tích văn hóa cấp tỉnh là Đình Bo, nơi thờ Đức Đai vương Trần Minh Công, Thượng Thượng Đẳng Phúc Thần (húy tự cụ Trần Lãm). 